# Дерюгін Георгій Михайлович
Георгій Дерюґін (нар. 15 грудня 1871 — пом.23 жовтня 1933, Берлін, Німеччина) — громадський діяч і політик в Російській імперії. Депутат Державної Думи. Московитський шовініст, видавець консервативної монархічної газети «Голос Руси».
Землевласник на території колишньої Гетьманщини (Чернігівська губернія). У вересні 1918 перебував на території Української Держави Гетьмана Павла Скоропадського, де у Києві готував скликання московитського монархічного з'їзду.
У міжвоєнний час — активіст московської монархічної еміграції в Німеччині.

## Біографія
Землевласник у Чернігівській губернії в Україні (90 десятин). Також займався аграрним бізнесом у Псковській губернії в Сетомаа (360 десятин). Родовий маєток — Колосівка.
Син статського радника Михайла Дмитровича Дерюґіна та Людмили Степанівни Любич-Ярмолович-Лозини-Лозинської (? -1923). Молодший брат Константин — вчений-зоолог, фахівець з гідробіології.
Освіту здобув у Псковській гімназії і в Санкт-Петербурзькому університеті, який закінчив з дипломом 1-го ступеня (1899). 1900 вступив у Санкт-Петербурзький археологічний інститут, який закінчив 1902 зі званням дійсного члена інституту.
1899 зарахований до Державної канцелярії, в якій прослужив до обрання в члени Державної Думи. Обіймав посади старшого діловода Державної канцелярії та помічника статс-секретаря Державної ради. Дослужився до чину статського радника.

### Громадська діяльність
Громадську діяльність розпочав 1899, будучи обраним гласним Псковського повітового земського зібрання. Згодом займав посади повітового і губернського гласного, почесного мирового судді (з 1909). Брав участь у виданні консервативної газети «Голос Руси».
У 1912 був обраний членом Державної думи від Псковської губернії.
Під час Першої світової війни був членом Особливої наради для обговорення та об'єднання заходів з перевезення пального, продовольчих і військових вантажів. У 1915 ходили чутки, що Дерюґін отримує гроші з секретних урядових фондів.
Після Лютневої революції перебував у Петрограді. 14 березня 1917 голова Думи Родзянко зажадав прокоментувати звинувачення в отриманні субсидій з секретних урядових фондів. Через два дні Дерюґін написав відповідь, в якій стверджував, що
|  | беручи участь ідейно і безкорисливо у виданні газети "Голос Русі", сумлінно не вбачав в отриманні газетою підтримки з казни нічого не сумісного з високим званням члена Державної думи і нічого, що опорочувало б його добре ім'я як громадянина і людини. |

.
Влітку 1917 входив до підпільної монархічної організації М. Є. Маркова, яка намагалася врятувати царську сім'ю. Брав участь в Білому русі. У вересні 1918 перебував в Києві для обговорення скликання монархічного з'їзду.
Помер в 1933 в Берліні. Похований на цвинтарі Тегель.

## Сім'я
Був одружений з Тетяною Сергіївною Тетеріною. Подружжя мало дітей:
- Михайло (1914-1982) — випускник Інституту політичних наук. Був редактором газети «France Soir», працював перекладачем в Міжнародному агентстві з атомної енергії у Відні. Пізніше став священиком, був ієреєм церкви Воскресіння Христового в Медоне.
- Георгій (1915-?), Випускник Берлінського університету, доктор економічних наук. У 1950-ті переїхав до США, викладав в місцевих університетах.
- Володимир (1918-?)
- Тетяна (1923), перекладач і громадський діяч. Була в шлюбі з письменником Володимиром Варшавським.

## Нагороди
- Орден Святої Анни 2 ступеня (1914).